# USS Periwinkle (1864)
USS Periwinkle (1864) foi um navio a vapor adquirido pela Marinha da União durante os meses finais da Guerra de Secessão. Serviu à Marinha contra os Estados Confederados da América como um navio patrulha.
Depois da guerra o navio foi retido pela Marinha dos Estados Unidos para auxiliar a Expedição Científica Hall ao Oceano Ártico, sob o nome de Polaris ao entrar nas águas do Ártico teve seu casco danificado e esmagado pelo gelo.

## Construção
America, um rebocador pesado, construído em 1864 ma Filadélfia que foi comprado pela Marinha da União em 9 de dezembro de 1864 por John W. Lynn, rebatizado como Periwinkle e comissionado em janeiro de 1865 com Henry C. Macy no comando.

## Atribuição pós-guerra

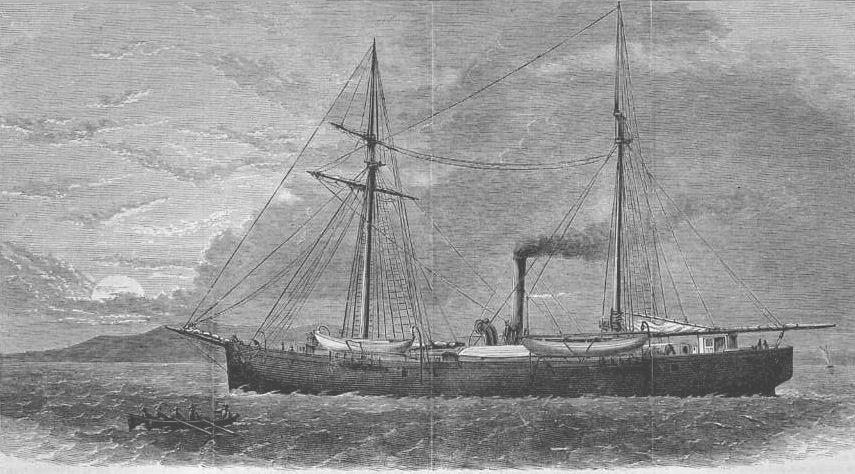
USS Periwinkle quando rebatizado como Polaris.

Após o fim  da Guerra de Secessão, o Periwinkle continuou a servir junto com a flotilha até junho de 1868.
Com destino ao Polo Norte, atingiu a latidude 82’1 11’ N., o ponto mais ao norte atingido por um navio até então. Polaris ficou preso no gelo na viagem de volta em outubro de 1872, sendo esmagado pelo mesmo.